# Lopholeucaspis massoniae
Lopholeucaspis massoniae är en insektsart som beskrevs av Tang 1980. Lopholeucaspis massoniae ingår i släktet Lopholeucaspis och familjen pansarsköldlöss. Inga underarter finns listade i Catalogue of Life.